# Bahnstrecke Wasserleben–Börßum
| Bahnhof Wasserleben |                                                |                                             |                                             |
| Streckennummer (DB): | 6870                                           |                                             |                                             |
| Kursbuchstrecke (DB): | 327 Wasserleben–Osterwieck West 677 (1971, DR) |                                             |                                             |
| Kursbuchstrecke: | 204c (1946) 182m (1934)                        |                                             |                                             |
| Spurweite: | 1435 mm (Normalspur)                           |                                             |                                             |
| Minimaler Radius: | 250 m                                          |                                             |                                             |
| |                                                |                                             |                                             |
| \| \| \| von Halle (Saale) Hbf \| \| \| \| 0,0 \| Wasserleben \| Wasserleben \| \| \| \| nach Vienenburg Gbf \| \| \| \| 2,7 \| Ladestelle Schauen \| Ladestelle Schauen \| \| \| 5,2 \| Osterwieck (Harz) \| Osterwieck (Harz) \| \| \| 6,5 \| Osterwieck (Harz) West \| Osterwieck (Harz) West \| \| \| 7,7 \| Osterwieck Werke \| Osterwieck Werke \| \| \| 9,3 \| Stötterlingen \| Stötterlingen \| \| \| 10,7 \| Hoppenstedt \| Hoppenstedt \| \| \| 12,4 \| Bühne-Rimbeck \| Bühne-Rimbeck \| \| \| \| Landesgrenze Sachsen-Anhalt – Niedersachsen \| \| \| \| 16,9 \| Hornburg (Kr Wolfenbüttel) \| Hornburg (Kr Wolfenbüttel) \| \| \| \| von Bad Harzburg \| \| \| \| \| von Kreiensen (Museumsbetrieb) \| \| \| \| 21,3 \| Börßum (ehem. Bf) \| Börßum (ehem. Bf) \| \| \| \| nach Jerxheim \| \| \| \| \| nach Braunschweig Hbf \| \| \| \| \| \| \| \| Quellen: [1] \| \| \| \| |                                                |                                             |                                             |
| Strecke (außer Betrieb) |                                                | von Halle (Saale) Hbf                       | von Halle (Saale) Hbf                       |
| Bahnhof (Strecke außer Betrieb) | 0,0                                            | Wasserleben                                 | Wasserleben                                 |
| Abzweig geradeaus und nach links (Strecke außer Betrieb) |                                                | nach Vienenburg Gbf                         | nach Vienenburg Gbf                         |
| Dienststation / Betriebs- oder Güterbahnhof (Strecke außer Betrieb) | 2,7                                            | Ladestelle Schauen                          | Ladestelle Schauen                          |
| Bahnhof (Strecke außer Betrieb) | 5,2                                            | Osterwieck (Harz)                           | Osterwieck (Harz)                           |
| Haltepunkt / Haltestelle (Strecke außer Betrieb) | 6,5                                            | Osterwieck (Harz) West                      | Osterwieck (Harz) West                      |
| Haltepunkt / Haltestelle (Strecke außer Betrieb) | 7,7                                            | Osterwieck Werke                            | Osterwieck Werke                            |
| Haltepunkt / Haltestelle (Strecke außer Betrieb) | 9,3                                            | Stötterlingen                               | Stötterlingen                               |
| Bahnhof (Strecke außer Betrieb) | 10,7                                           | Hoppenstedt                                 | Hoppenstedt                                 |
| Bahnhof (Strecke außer Betrieb) | 12,4                                           | Bühne-Rimbeck                               | Bühne-Rimbeck                               |
| Grenze (Strecke außer Betrieb) |                                                | Landesgrenze Sachsen-Anhalt – Niedersachsen | Landesgrenze Sachsen-Anhalt – Niedersachsen |
| Bahnhof (Strecke außer Betrieb) | 16,9                                           | Hornburg (Kr Wolfenbüttel)                  | Hornburg (Kr Wolfenbüttel)                  |
| Abzweig ehemals geradeaus und von links |                                                | von Bad Harzburg                            | von Bad Harzburg                            |
| Abzweig geradeaus und von links |                                                | von Kreiensen (Museumsbetrieb)              | von Kreiensen (Museumsbetrieb)              |
| Haltepunkt / Haltestelle | 21,3                                           | Börßum (ehem. Bf)                           | Börßum (ehem. Bf)                           |
| Abzweig geradeaus und ehemals nach rechts |                                                | nach Jerxheim                               | nach Jerxheim                               |
| Strecke |                                                | nach Braunschweig Hbf                       | nach Braunschweig Hbf                       |
| |                                                |                                             |                                             |
| Quellen: |                                                |                                             |                                             |

Die Bahnstrecke Wasserleben–Börßum war eine Nebenbahn in Sachsen-Anhalt und Niedersachsen, die ursprünglich durch die private von Herrmann Bachstein begründete Osterwieck-Wasserlebener Eisenbahn-Gesellschaft AG (OWE) erbaut worden war. Die Strecke zweigte in Wasserleben von der Bahnstrecke Halle–Vienenburg ab und führte in nordwestlicher Richtung nach Börßum, wo sie in die Bahnstrecke Braunschweig–Bad Harzburg einmündete.

## Geschichte
Stammstrecke der OWE war die am 19. Mai 1882 von der Stadt Osterwieck eröffnete Bahnstrecke, welche die Stadt mit dem fünf Kilometer entfernten Bahnhof Wasserleben an der Bahnstrecke Halle–Vienenburg verband. Die Centralverwaltung für Secundairbahnen Herrmann Bachstein führte dort von Anfang an den Betrieb.  
Andererseits erwarb die OWE am 6. Mai 1905 die am 1. Juni 1895 eröffnete Kleinbahn der Stadt Hornburg, mit der diese Kleinstadt an den vier Kilometer entfernten Bahnknoten Börßum angeschlossen worden war. Das fehlende Zwischenstück im Tal der Ilse – von Osterwieck über Hoppenstedt nach Hornburg – wurde von der OWE am 2. November 1908 vollendet. Damit war eine 21 Kilometer lange Querverbindung fertiggestellt worden, die – bis auf ein Teilstück von zwei Kilometern Länge um Börßum herum – vollständig im Landkreis Halberstadt der preußischen Provinz Sachsen lag. Diese Bahn war vor allem im Güterverkehr sehr lukrativ.
Die Stadt Hornburg wurde mit Wirkung vom 1. August 1941 dem Landkreis Wolfenbüttel im Land Braunschweig zugeteilt und fiel daher nach dem Zweiten Weltkrieg an die britische Zone, während der Kreis Halberstadt zur sowjetischen Besatzungszone kam. Hier wurde die Bahn in einer Länge von fast 15 Kilometern im Jahre 1946 unter Sequester der Provinz Sachsen gestellt und 1949 der Deutschen Reichsbahn übergeben. Diese beendete am 20. November 1961 den Personenverkehr zwischen Bühne-Rimbeck und Hoppenstedt und ab dem 22. Mai 1971 westlich von Osterwieck, ab dem 2. Januar 1984 wurde Osterwieck West wieder bedient. 
Bis zum 28. September 2002 fand zwischen Heudeber-Danstedt und Osterwieck West Personenverkehr statt. Zuletzt fuhren pro Tag acht Zugpaare. Der Fahrplan war kreuzungsfrei.
Der Güterverkehr Osterwieck–Hoppenstedt endete am 30. Mai 1976 und auf dem übrigen Teil am 31. Dezember 1994. Bis 1991 verkehrten auch Güterzüge mit Personenbeförderung (GmP).
Das sieben Kilometer lange westliche Teilstück wurde weiterhin von der Centralverwaltung für Secundairbahnen H. Bachstein betrieben, die es ab 1973 mit einigen Omnibuslinien in ihrem Verkehrsbetrieb Hornburg GmbH zusammenfasste. Für den Güterverkehr vor allem zur Zuckerfabrik Hornburg (geschlossen 1965) waren zwei Henschel-Dieselloks vorhanden. Im Personenverkehr wurden zwei MAN-Schienenbusse (VT 21 und 22) eingesetzt, die die Centralverwaltung 1955 und 1958 fabrikneu erworben hatte. Hier endete der Schienenverkehr am 27. Mai 1978; er hatte zuletzt nur noch in Fahrten der Triebwagen bestanden, die tagsüber im Auftrag der Deutschen Bundesbahn im Raum Braunschweig/Salzgitter/Helmstedt eingesetzt wurden, aber nachts ihren Heimatbahnhof Hornburg aufsuchten.
Seit dem Ende des Personenverkehrs zwischen Heudeber-Danstedt und Osterwieck West ist die gesamte Strecke stillgelegt.

## Überlieferung
Die Überlieferung der Osterwieck-Wasserlebener Eisenbahn-Gesellschaft befindet sich in der Abteilung Dessau des Landesarchivs Sachsen-Anhalt. 